# Alexander Pechtold
Alexander Pechtold (Delft, 16 de desembre de 1965) és un polític neerlandès. Des del 2006 és cap de llista de Demòcrates 66 a la Tweede Kamer (cambra baixa del parlament neerlandès).
Pechtold va acabar els estudis d'història d'art i d'arqueologia a la Universitat de Leiden l'any 1996. El 1995 va obtenir el diploma de subhastador. Des del 1989 és membre del partit D66. Entre 1994 i 2003 va ser regidor de Leiden i entre el 2003 i el 2005 va ser alcalde de Wageningen, on viu actualment. Des del 2006 fins al 9 d'octubre del 2018 fou cap de llista de D66. Va ser succeït per Rob Jetten.
Alexander Pechtold està divorciat i té dos fills.